# Ovelgünne
Ovelgünne ist ein Ortsteil der Gemeinde Eilsleben im Landkreis Börde in Sachsen-Anhalt.

## Geografie

### Ortslage
Ovelgünne liegt im Nordwesten der Magdeburger Börde in einem hügeligen Gebiet an den Allerquellen (eine der Quellen befindet sich nahe dem Ortsteil Siegersleben). Südöstlich des Ortes erreichen die Grünen Berge 183 m ü. NN. Seehausen ist ca. 6 km, die Landeshauptstadt Magdeburg etwa 22 km von Ovelgünne entfernt.
Zwischen Ovelgünne und Eilsleben ist seit 1999 ein großer Windpark in Betrieb.

### Ortsgliederung
Als Ortsteil ist Siegersleben ausgewiesen.

## Geschichte
Siegersleben wurde um 1280 Sigersleve genannt. Die Edelherren von Meinersen waren hier begütert. Sie gaben um 1280 den Zehnt als Lehen an Henneko Balch.
Am 30. September 1928 wurde der Gutsbezirk Ovelgünne mit der Landgemeinde Ovelgünne vereinigt.
Am 1. Juli 1950 wurde die Gemeinde Siegersleben eingemeindet. Bereits am 30. September 1928 war der Gutsbezirk Siegersleben mit der Landgemeinde Siegersleben vereinigt worden.
Am 1. September 2010 wurde Ovelgünne nach Eilsleben eingemeindet.

## Einwohnerzahlen
| Jahr       | Einwohner |
| ---------- | --------- |
| 31.12.2003 | 468       |
| 31.12.2004 | 457       |
| 31.12.2005 | 437       |
| 31.12.2006 | 430       |
| 31.12.2007 | 415       |
| 31.12.2009 | 404       |

(Quellen: Statistisches Landesamt Sachsen-Anhalt)

## Wappen
Das Wappen wurde am 29. Juli 2009 durch den Landkreis genehmigt.
Blasonierung: „In Blau eine gestürzte silberne Taube mit einem silbernen Ölzweig im Schnabel.“

## Sehenswürdigkeiten

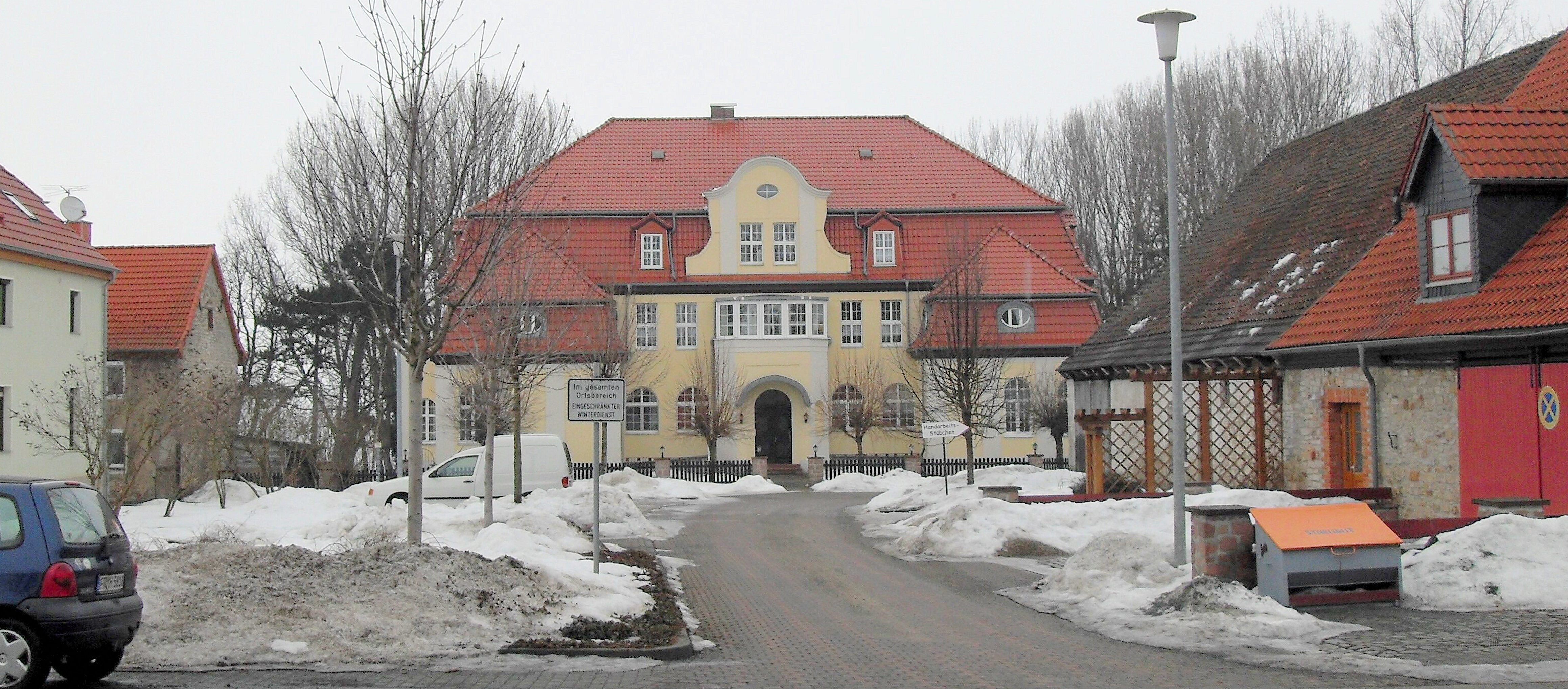
Ehemaliges Herrenhaus

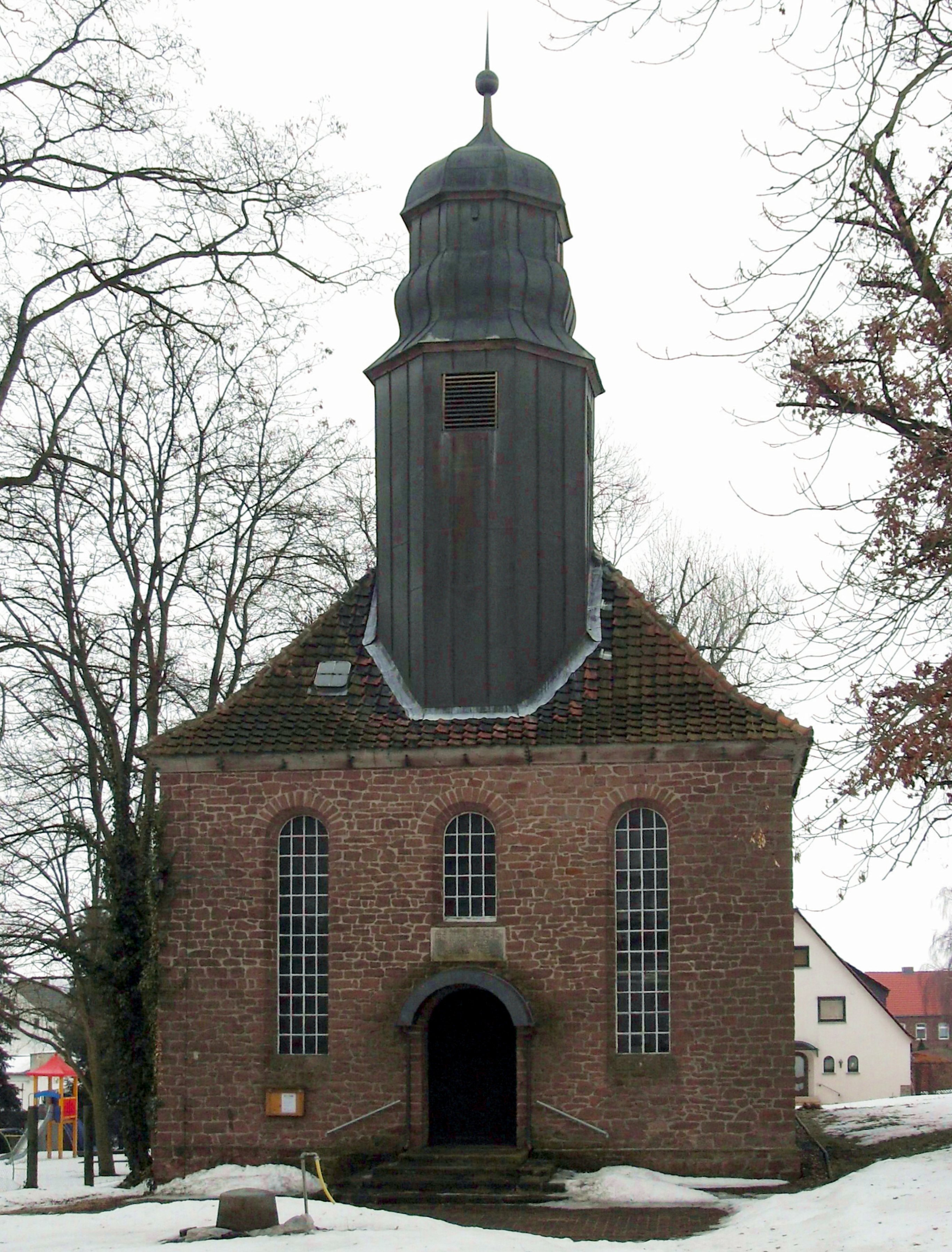
Kirche Ovelgünne

- Herrenhaus in Ovelgünne, 1899 als Gutshaus angelegt, spätere Nutzung als Gewerkschaftsschule, Krankenhaus und Pflegeheim, heute Wohnhaus[7]
- Kirche in Ovelgünne, von 1920 bis 1922 aus rotem Sandstein erbaut

## Verkehrsanbindung
Die Gemeinde Ovelgünne wird von der Bundesstraße 246a durchquert, der Autobahn-Anschluss Eilsleben (A 2) ist ca. 6 km von der Gemeinde entfernt. Der Haltepunkt Ovelgünne liegt an der Bahnstrecke Braunschweig–Magdeburg.